# Aleksandr Čigir'
Aleksandr Al'bertovič Čigir' (in russo  Александр Альбертович Чигирь?, trascrizione in tedesco Alexander Tchigir; Mosca, 6 novembre 1968) è un ex pallanuotista russo naturalizzato tedesco, vincitore di una medaglia di bronzo ai giochi olimpici di Barcellona 1992.